# Rock awangardowy

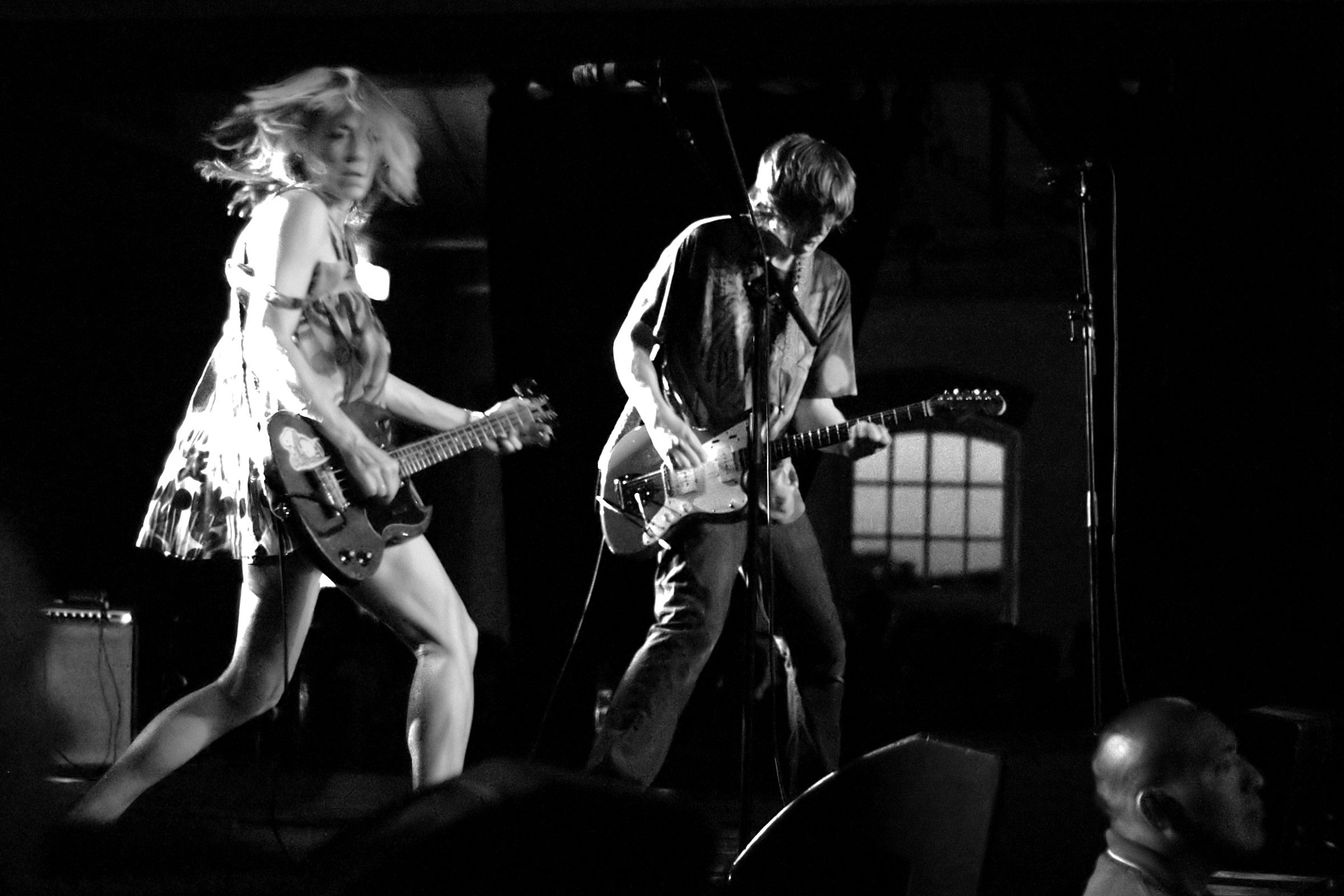
Sonic Youth

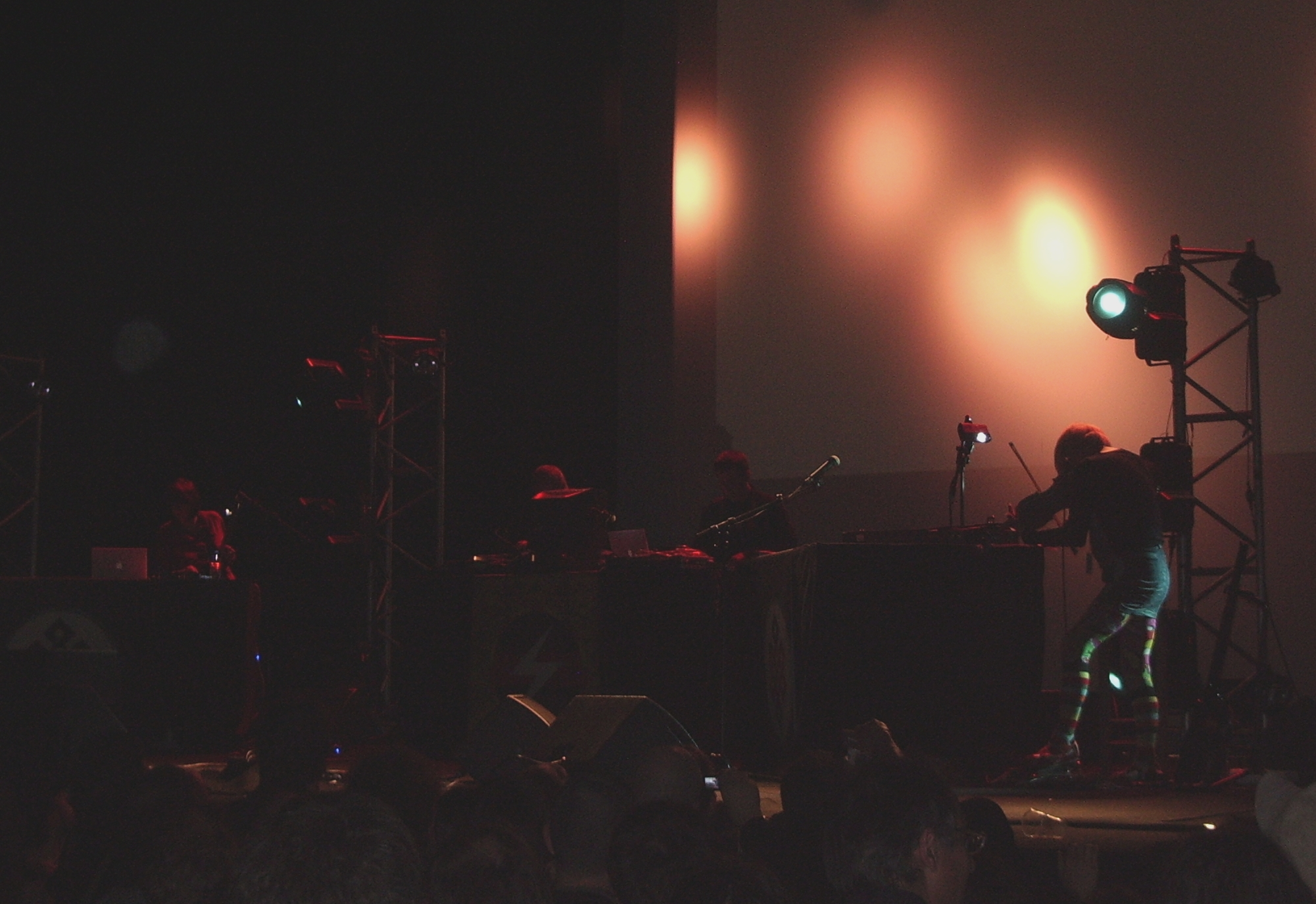
Throbbing Gristle

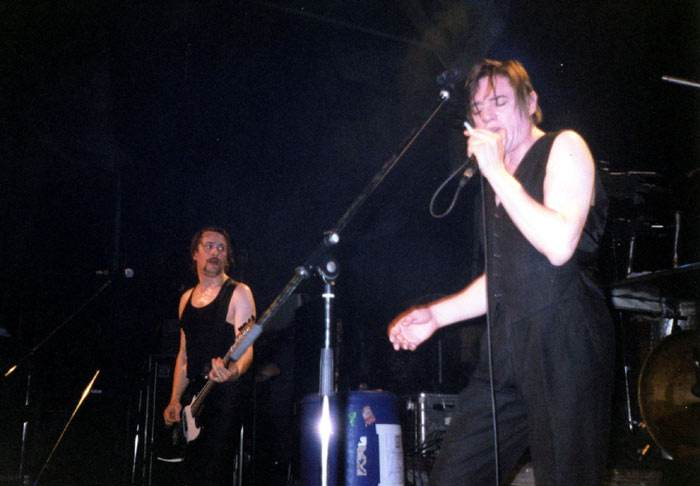
Einstürzende Neubauten

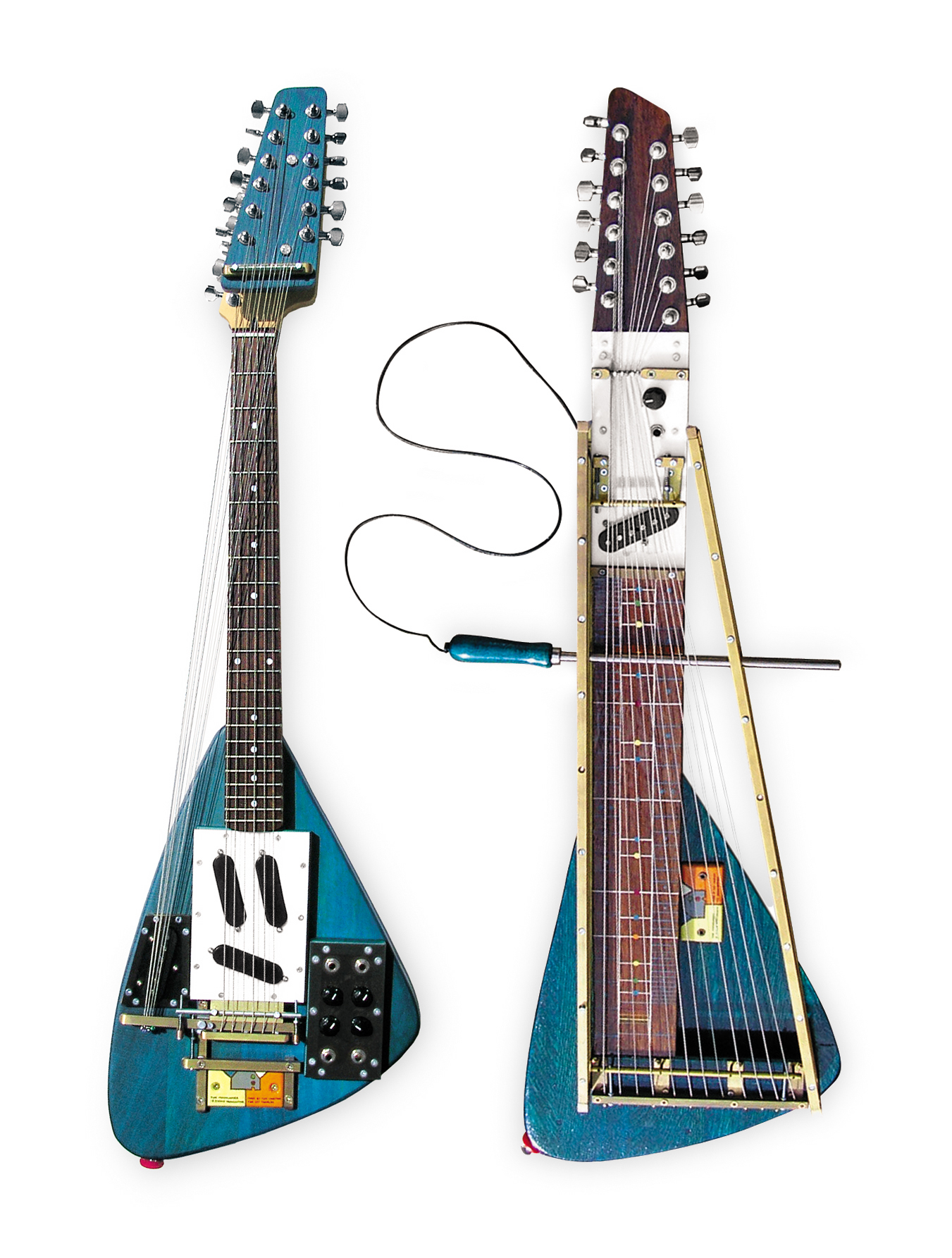
Moonlander & Moodswinger, Yuri Landman

Rock awangardowy – rodzaj muzyki rockowej stosujący nietypowe dla muzyki popularnej rozwiązania stylistyczne, rytmiczne, metryczne, melodyczne, aranżacyjne itd.
Awangarda w rocku narodziła się kilka lat po awangardzie jazzowej. Proces ten najpierw dotyczył muzyki John Cage zaczął stosować rozwiązanie na tyle oryginalne, że później twórczość jego i jego naśladowców nazwano muzyką eksperymentalną. Zarówno eksperymentalna odmiana jazzu, jak i muzyka poważna wywarły w latach 70. wpływ na wykonawców art rocka i rocka progresywnego, którzy stali się pionierami awangardy rockowej.

## Terminy pokrewne
Sam termin ma pewne związki z pokrewnymi terminami: rock alternatywny, art rock, rock progresywny, rock psychodeliczny, rock industrialny i wreszcie muzyka ekstremalna. Najmniej związków z awangardą rockową mają grupy z kręgu art rocka i alternatywnego rocka. W swojej większości grupy art rockowe nawiązywały raczej do przeszłości i starały się zbliżyć rock do muzyki poważnej. Alternatywny rock w większości był tylko bardziej ambitnym rodzajem muzyki rockowej. Więcej tych związków znajdziemy w tzw. progresywnym rocku, chociaż znów większość wykonawców tego kierunku stała z reguły na rozdrożu, czasem wykazując swoiste rozdwojenie jaźni – umiejętności techniczne wyprzedzające czasy, stosowanie dość wyrafinowanych środków wyrazu i psychika, która tkwiła w przeszłości pozostając częściowo w zamierzchłych czasach (np. średniowieczu). Najwięcej wspólnego z awangardą rockową ma rock psychodeliczny, ale tylko w tych wypadkach, gdy eksperymenty nie ograniczały się jedynie do zabaw z brzmieniem poprzez dystorsję dźwięku, co było najłatwiejsze. Równie wiele, a może i więcej związków z awangardą mają grupy z kręgu rocka ekstremalnego. Jednak i tu z zastrzeżeniem, bowiem wielu spośród wykonawców tego rodzaju muzyki nie wykracza poza poziom ciekawostki. Również i rock industrialny, kiedy tylko nie jest po prostu metalem, ale poszukuje nowych brzmień i zasad organizowania materiału dźwiękowego jak np. Swans, ma wiele wspólnego z awangardą rockową.
Obecnie najczęściej używanym terminem dotyczącym muzyki awangardowej, głównie improwizowanej przed publicznością, jest muzyka kreatywna.

## Charakterystyka
Rock awangardowy jest kombinacją sztuki dla sztuki z niezwykłym potencjałem, jaki niesie masowa atrakcyjność muzyki rockowej. Nagina lub dekonstruuje dotychczasowe zasady kompozycji utworu rockowego, techniki wykonawcze, stosuje nietypowe progresje akordów oraz rytmikę utworów z częstymi zmianami rytmu.
Cechuje go także połączenie różnorodności stylistycznej od eklektyzmu do postmodernistycznego serializmu z rockową dynamiką.
Awangardowy rock czerpie z wielu źródeł (jest to w ogóle cechą muzyki rockowej). Dziś, gdy sprawdziła się teza McLuhana o globalnej wiosce źródłem są wszystkie kultury. Jednym z prekursorów tego na gruncie muzyki poważnej, czy też współczesnej był Igor Strawinski, w którego utworze Święto wiosny dopatrzono się wpływów afrykańskich, chociaż utwór ten nosił podtytuł Sceny z pogańskiej Rosji.
Muzycy awangardowego rocka musieli rozwiązać szereg dychotomicznych konfliktów i sprzeczności:
- Muzyka rockowa a awangarda. Muzyka rockowa jest muzyką popularną, i muzycy rockowi żyją z tego, że na ich koncerty przychodzą tłumy i płyty sprzedawane są w dużych nakładach. Wprowadzenie awangardowych elementów skutkuje spadkiem zainteresowania, a tym samym spadają zarobki.
- Umiejętności techniczne: rozwijanie ich lub ograniczanie. Problem rozwiązywano trojako.
  - Część muzyków, zwłaszcza tych, którzy wyrwali się z progresywnego rocka, znakomicie godziła swoje wysokie umiejętności techniczne z awangardą. Była to linia, która zaczynała się od The Beatles, Cream i Jimiego Hendriksa[1] z podkreśleniem King Crimson, Yes, Emerson, Lake and Palmer i wielu innych zespołów z nurtu progresywnego rocka.
  - Inni muzycy uważali znów, że technika ogranicza ich awangardowe pomysły i starali się zapomnieć, że coś umieją. Ta linia zaczyna się wraz z grupą The Velvet Underground i Patti Smith, i kontynuowana była przez zespoły o punkowej proweniencji.
  - Byli i tacy muzycy jak Neil Young, który łatwo przechodził z jednej grupy do drugiej; wydawał pełne finezji i subtelności technicznych albumy solowe, by przedzielać je brutalną, prawie punkową muzyką ze swoją grupą Crazy Horse.
- Improwizacja a kompozycja. I ta dychotomia jest rozwiązywana na trojaki sposób.
  - Najważniejsza jest improwizacja: należą tu takie zespoły jak Sonic Youth, które dezorganizują materiał wyjściowy (kompozycję) i grupę Massacre, która pięciominutową kompozycję wykonuje na scenie przez 20 minut. Również i King Crimson wykorzystują improwizację jako ważny element.
  - Najważniejsza jest kompozycja. Do tej grupy należy King Crimson, zwłaszcza z pierwszego okresu ich działalności oraz np. Univers Zero
  - I kompozycja i improwizacja lub czasem kompozycja, a czasem improwizacja. Wzorowo realizowała pierwszą możliwość grupa Captain Beefheart and His Magic Band; partie Magic Bandu były wyuczone na pamięć, a na tym pewnym muzycznym podkładzie improwizował na którymś ze swoich instrumentów dętych Captain Beefheart. Struktury muzyczne utworów tej grupy były niezwykle precyzyjne i ścisłe. Tu również da się umieścić i King Crimson.

Charakterystyczne także jest, że grupy grające rock awangardowy poszerzają swoje instrumentarium, a tym samym zwiększają także swój skład personalny jeśli jest to potrzebne do zrealizowania danego projektu. W krańcowych wypadkach liczba muzyków sięgnęła 50 jak to się stało z brytyjską grupą Centipede. Utrzymanie tak wielkich zespołów było jednak zbyt kosztowne i organizowały się one głównie do sesji nagraniowych. Z drugiej strony mamy także niewielkie zespoły jak Massacre, zaledwie trio, które wspomaga się mocno elektroniką.
Wykorzystywanie instrumentów elektronicznych nie jest koniecznym warunkiem awangardy rockowej. Były one używane (i są nadal) m.in. w kręgu niemieckiego krautrocka (Faust, Can, Tangerine Dream itd.). Są także chętnie wykorzystywane dzisiaj do rozszerzenia gamy dźwiękowo-brzmieniowej zespołów.
Ruch awangardowego rocka zgromadził ambitnych muzyków rockowych i tych muzyków z kręgu muzyki poważnej (współczesnej), którzy pragnęli rozluźnienia barier dzielących te dwa różne rodzaje ekspresji muzycznej oraz szukali szerszego audytorium.

## Historia – źródła
Na rock awangardowy wpłynęły zarówno dokonania jazzmanów, jak i muzyków tzw. muzyki poważnej, czy też współczesnej.
Głównym źródłem ze strony jazzu był np. John Coltrane i free jazz, czyli m.in. Ornette Coleman (przyjaciel Captaina Beefhearta), Albert Ayler i Rahsaan Roland Kirk. Także jazzrockowe zespoły Milesa Davisa z lat 70. odegrały dużą rolę. Nie można także pominąć Art Ensemble of Chicago czy Sun Ra ze swoimi zespołami. Niektóre grupy jazzrockowe można nazwać rockową awangardą. Dotyczy to głównie grup brytyjskich, np. wspomnianej już Centipede i Soft Machine.
Drugim źródłem byli twórcy muzyki współczesnej, której część objęto nazwą muzyki eksperymentalnej. Za twórcę ruchu uważany jest John Cage. Cage był pod wielkim wpływem buddyzmu zen; jego nauczycielem był Daisetz Teitaro Suzuki. Innym źródłem dla jego twórczości (zwłaszcza w początkowym okresie) było dzieło literackie, mianowicie Finnegans Wake Jamesa Joyce’a. I później ze strony amerykańskiej mamy takich kompozytorów jak Meredith Monk, Terry Riley, La Monte Young, Philip Glass i Steve Reich. Ze strony europejskiej są to:
Karlheinz Stockhausen, Pierre Boulez, Iannis Xenakis. Charakterystyczne jest także i to, że na niektórych z nich wpłynęła muzyka rockowa (np. Meredith Monk, Steve Reich i Pierre Boulez).
Uważa się, że na gruncie amerykańskim pierwszymi przedstawicielami awangardowego rocka byli Frank Zappa ze swoim zespołem The Mothers of Invention, The Velvet Underground i Captain Beefheart and His Magic Band.

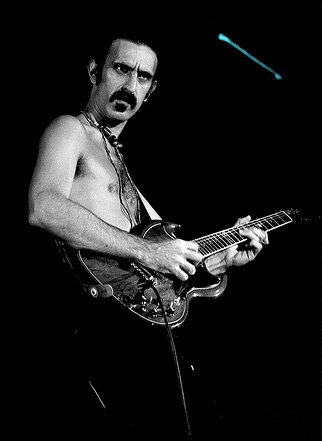
Frank Zappa

### Frank Zappa
Mistrzami Franka Zappy, według jego wypowiedzi, byli kompozytorzy Edgard Varese i Igor Strawinski. Jednak tak naprawdę źródłem awangardowej części jego twórczości był amerykański kompozytor Charles Ives, którego ideą było swobodne łączenie tego, co w sztuce wysokie, z tym, co w sztuce niskie. Przykładem może być jego dzieło z początku XX wieku, w którym fragmenty beethovenowskiej Piątej Symfonii poprzeplatał elementami normalnych piosenek. W pierwszej połowie lat. 70 Zappa zaczął studiować buddyzm zen, którego filozofia wpłynęła na jego twórczość. Nawet ślad tego zainteresowania mamy w tekście utworu „Dummy Up” na albumie Roxy & Elsewhere z 1974 r.
Na początku lat 50. Frank uczęszczał na Kursy współczesnej muzyki (Kurse für Zeitgenössische Musik) w Darmstadcie w Niemczech, gdzie wykładał muzykę Theodor W. Adorno oraz prawie wszyscy, którzy tak radykalnie zmienili współczesną awangardową muzykę: Pierre Boulez, Karlheinz Stockhausen, Luigi Nono, György Ligeti i inni. Czyli między 10 a 15 rokiem życia Zappa przyswajał zasady negatywnej dialektyki teorii krytycznej szkoły frankfurckiej. Oprócz tego Zappa był zawsze pod wrażeniem kolażowej techniki dadaizmu.

### The Velvet Underground
Z kolei Lou Reed i John Cale, dwaj założyciele być może pierwszego awangardowego zespołu rockowego The Velvet Underground, bardzo wcześnie obracali się w środowisku awangardzistów. Do tego John Cale studiował pianistykę w Goldsmith College Uniwersytetu Londyńskiego, ale jest także znakomitym skrzypkiem. Dzięki poparciu Aarona Coplanda został zaproszony do USA, gdzie w Nowym Jorku poznał Johna Cage’a i obracał się w kręgu awangardzistów. Wkrótce też został członkiem zespołu La Monte’ego Younga Theater of Eternal Music (który był także znany jako Dream Syndicate). Ten kwartet miał naukowe i mistyczne zainteresowanie dźwiękiem i muzycy spędzali długie godziny aby nauczyć się jak najlepiej wykorzystać medytacyjne drony. Spotkał się z Reedem w grupie awangardzistów zorganizowanej ad hoc do nagrania singla Lou Reeda. Nazwali się The Primitives. Gitarzystą w tej grupie był awangardowy muzyk Tony Conrad (z Theater of Ethernal Music) a perkusistą znany minimalista Walter De Maria. Dodatkowo Reed inspirował się free jazzem, co było później słyszalne w jego grze na gitarze.

### Captain Beefheart
Don Vliet, znany bardziej jako Captain Beefheart, nie był w ogóle zawodowym muzykiem. Nie znał nut, nigdy nie uczył się grać na żadnym instrumencie z wyjątkiem instrumentów dętych – ale i tu był całkowitym samoukiem. Był jednak konceptualnym geniuszem. Przyjaźnił się z Ornette’em Colemanem i znał Rahsaana Rolanda Kirka. Po dwu latach od nagrania pierwszego bluesowo-rockowego albumu w 1967 r. nagrał ze swoją grupą podwójny album Trout Mask Replica będący przykładem najradykalniejszej awangardy rockowej w historii muzyki. Pod każdym względem był to właściwie nowy rodzaj sztuki, która nie miała niczego wspólnego z dotychczasowymi formami muzyki nawet tej najbardziej radykalnej i to zarówno współczesnej (poważnej), jak i jazzowej. Co charakterystyczne, jednym ze źródeł twórczości Vlieta był dadaizm, którego wpływy odnaleźć można zarówno w jego tekstach, jak i muzyce. Utwory bez wątpienia mają strukturę przypominającą tak ulubioną przez dadaistów technikę kolażu; wydaje się jakby były posklejane z segmentów, co wynikało z immanentnej konfliktowej ich budowy. Wszystkie elementy utworu były całkowicie równe, wyemancypowane i przeciwstawione sobie.
Z tych trzech prekursorskich wykonawców najwięcej naśladowców znalazł The Velvet Underground. Stali się prekursorami całego wachlarza grup od zespołów garażowych poprzez punkowe aż do awangardowych.
Mniejszymi wpływami cieszył się Captain Beefheart and His Magic Band. Ich muzyka była po prostu zbyt trudna, właściwie nikt nie był w stanie poświęcić się tak całkowicie takiej muzyce jak członkowie Magic Bandu. Potrzebny byłby do tego także tak genialny i charyzmatyczny przywódca jak Don Vliet. Tym niemniej jego wpływy znajdujemy u Toma Waitsa, Sonic Youth, PJ Harvey, Henry’ego Kaisera (który jest jedynym gitarzystą na świecie mogącym zagrać to, co grali gitarzyści Magic Bandu) i Massacre (zwłaszcza pierwszy album). Do inspiracji Beefheartem przyznawali się też m.in. John Lydon i muzycy The Clash.
Frank Zappa właściwie nie znalazł naśladowców, chociaż wpłynął na grupy z kręgu Canterbury (np. Henry Cow)
Na gruncie europejskim awangarda rockowa zaczęła się w kręgu grupy Soft Machine. Jednym z jej założycieli był Daevid Allen. Po odejściu od Soft Machine założył zespół Gong. Chociaż nie z Canterbury, ale z Cambridge, grupa Henry Cow (zaliczana dzięki związkom personalnym także do brzmienia sceny Canterbury) odegrała olbrzmią rolę; m.in. zgromadziła europejskie grupy awangardowe w organizacji Rock in Opposition. Poza nimi działa francuska grupa Magma prowadzona przez perkusistę Christiana Vandera.

## Firmy nagraniowe
Z oczywistych względów wielkie firmy nie były zainteresowane nagrywaniem niekomercjalnej i bezkompromisowej muzyki. Rolę tę wzięły na siebie małe wyspecjalizowane firmy, które często podpisywały kontrakty na dystrybucję ich wydawnictw z większymi firmami, dysponującymi sieciami sprzedaży.
Prawdopodobnie pierwszą firmą płytową, która powstała aby pomóc ambitnym muzykom, była firma Virgin Records, która jednak w momencie kryzysu w drugiej połowie lat 70. spowodowanego inwazją z jednej strony punk rocka, a z drugiej – disco, przestała się tym zajmować.
W tak ciężkiej sytuacji muzycy awangardowego zespołu Henry Cow założyli organizację Rock in Opposition (RIO), która miała za zadanie pomagać ambitnym zespołom. Perkusista tego zespołu, pianista i poeta Chris Cutler założył firmę nagraniową Recommended Records (RēR), dziś znaną jako RēR Megacorp z filią w USA RēR USA.
Inną wytwórnią jest Cuneiform Records, która oprócz prowadzenia swoich artystów wydaje także np. Soft Machine.
Trzeba także wymienić firmy Johna Zorna – Tzadik Records i grupy King Crimson – Discipline Global Company.